# Skattepligt
Ved skattepligt forstås den retlige forpligtelse, som en stats undersåtter har til at erlægge skat. Berettigelsen af en sådan pligt er given med anerkendelse af en med tvangsmyndighed udstyret stat, der til gennemførelse af sine formål bruger flere midler, end erhvervsindtægter og gebyrer indbringer. Staten er da med nødvendighed henvist til at lægge beslag på en del af sine undersåtters indtægter. Ved lovgivningens mellemkomst kan der også pålægges statens undersåtter en skattepligt over for kommunen.